# Europe (vela)

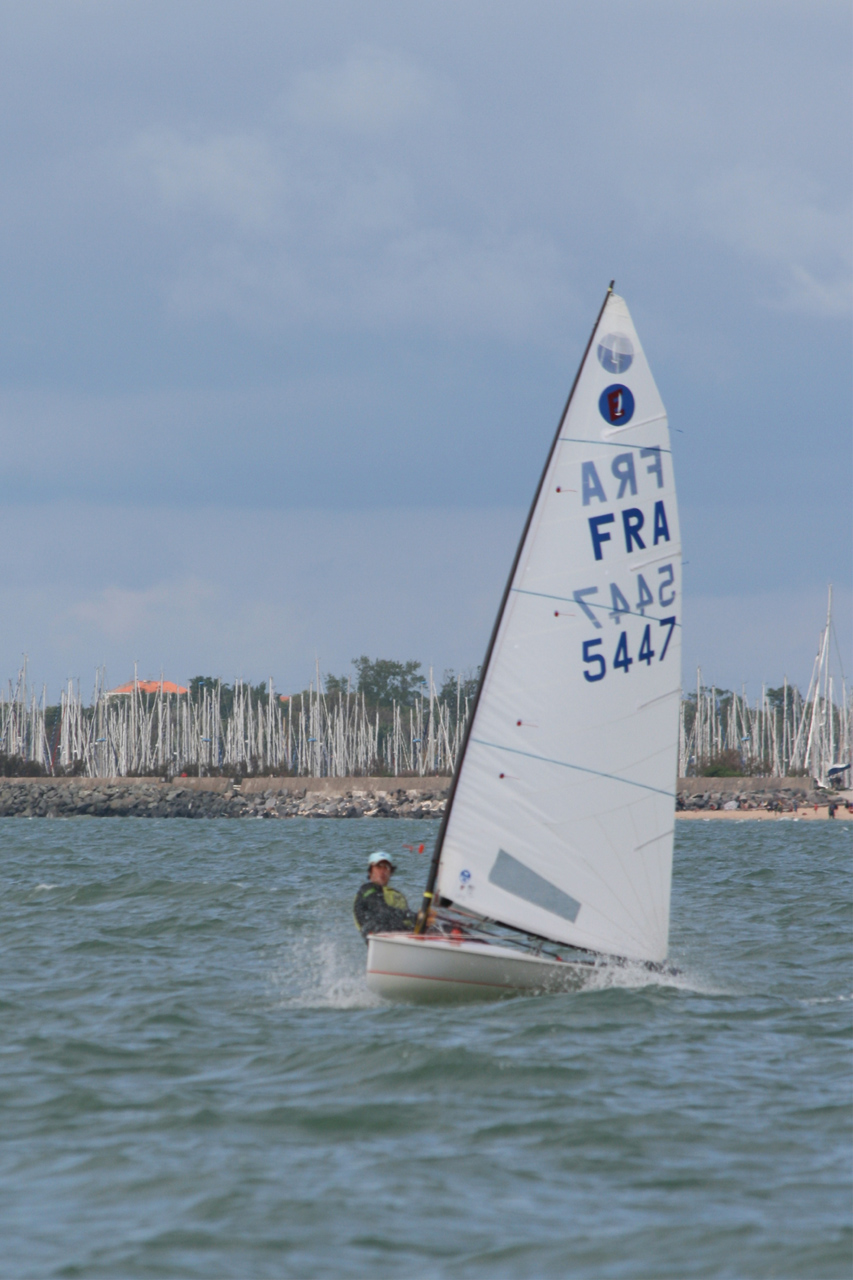
Europa à bolina

O Europe é um catboat de dimensões reduzidas, tanto que é apelidado de “pequeno Finn”. Com 63 kg e 3,35 m de comprimento, é o menor veleiro em competições olímpicas (a classe Mistral não usa barco e sim, uma prancha). Possui uma única vela de 7 m². Nas olímpiadas essa classe do iatismo é disputada entre mulheres.

## Características
- Equipagem :	1
- Tipo de vela : catboat
- Ano de aparição : 1962
- Comprimento :	3,35 m
- Boca (náutica):	1,38 m
- Vela grande : 7 m²
- Deslocamento (náutica) :45 kg lège
- Arquitecto naval :Alois Roland

## Ver també
- Anexo:Lista de veleiros ligeiros